# 桂空治
桂 空治（かつら そらじ、1991年12月28日 - ）は、落語芸術協会に所属する落語家。十一代目桂文治門下。本名∶山本 凌也。出囃子は「大名行列（奴の行列）」。

## 経歴
石川県能美市出身。石川県立小松高等学校、愛媛大学法文学部司法コース卒業。
実家は自動車屋を営む。法律家を目指していたが挫折し、東京でフェラーリのディーラーに就職した後、起業して飲食店を4店舗開く。その後落語好きの友人に落語を勧められ、YouTubeの動画を見て、2019年10月に十一代目桂文治に入門する。前座名「空治」。2020年2月に楽屋入り。
2024年3月上席より、二ツ目に昇進。同年4月より静岡文化芸術大学特別講師に就任。

## 人物
- 見習い期間の後、正前座として楽屋入りしたものの、その後まもなく新型コロナウイルス感染症（COVID-19）感染拡大の影響で都内の寄席が休業となったため、寄席での前座修業が出来ない代わりに師匠の家に通い、寄席の再開まで太鼓や噺の稽古をつけてもらったという[3]。
- 文治の送迎運転手を務めており、クラウン、レクサス、アルファードと送迎車を乗り継いでいる。狭路の運転や駐車技術も向上したと語っている[1]。また、特殊小型船舶操縦士免許も取得している[2]。
- 趣味は、ドライブ、カート、サーキット、車談義、スノーボード、バーベキュー、旅行[2]。
- 入門の時点で結婚して子どもがいた[5]。
- 師匠である文治の男色疑惑をネタにした「まんじゅうこわい」の改作「文治怖い」を演じることもある。

## 芸歴
- 2019年10月 - 十一代目桂文治に入門。
- 2020年2月 - 楽屋入り。
- 2024年3月 - 二ツ目昇進。

## メディア

### CM
- 北陸中日新聞（2024年3月～）